# Garrulus
Garrulus (gaaien) is een geslacht van zangvogels uit de familie Corvidae (kraaien).

## Soorten
Het geslacht kent de volgende soorten:
- Garrulus glandarius – Gaai
- Garrulus lanceolatus – Strepengaai
- Garrulus lidthi – Lidths gaai